# St. Alban's
St. Alban's är en ort i Kanada.   Den ligger i provinsen Newfoundland och Labrador, i den östra delen av landet, 1 500 km öster om huvudstaden Ottawa. St. Alban's ligger 47 meter över havet och antalet invånare är 1 372.
Terrängen runt St. Alban's är kuperad åt sydväst, men åt nordost är den platt. St. Alban's ligger nere i en dal. Runt St. Alban's är det glesbefolkat, med 12 invånare per kvadratkilometer.. St. Alban's är det största samhället i trakten. 
I omgivningarna runt St. Alban's växer i huvudsak blandskog.